# Caso Sudiksha Thirumalesh
Sudiksha Thirumalesh (2004 - 12 de septiembre de 2023) fue una mujer británica de ascendencia india  que murió en septiembre de 2023 a la edad de 19 años después de un caso judicial sobre su competencia para tomar decisiones sobre su atención médica.
Thirumalesh sufría de un trastorno mitocondrial. En un momento en que estaba gravemente enferma, el hospital decidió transferirla a cuidados paliativos, en contra de sus deseos y los de sus padres, quienes en cambio deseaban que se sometiera a una terapia experimental con nucleósidos en Canadá. Esto dio lugar a un proceso judicial, durante el cual su nombre y el del fideicomiso del NHS involucrado fueron restringidos por orden judicial, y ella fue nombrada únicamente como "ST". El 25 de agosto de 2023 se la declaró incompetente para tomar sus propias decisiones médicas  y posteriormente falleció de paro cardíaco e insuficiencia respiratoria el 12 de septiembre de 2023.
Hasta finales de septiembre de 2023, su nombre no pudo ser reportado en relación con este caso, estando protegida por una orden emitida por el Tribunal de Protección, que fue levantada después de su muerte porque el tribunal juzgó que mantener la orden no era en interés del bien público, luego de que el fideicomiso del NHS no presentara objeciones. Su familia ha declarado que se consideran "brutalmente silenciados" por las restricciones a la información. La abogada del fideicomiso del NHS, Victoria Butler-Cole KC, cuestiona este argumento y afirma que puede haber habido un malentendido sobre el alcance de las restricciones. El 29 de septiembre de 2023 se levantó la restricción sobre el nombre del fideicomiso del NHS y se reveló que se trataba del University Hospitals Birmingham NHS Foundation Trust.
En julio de 2024, el Tribunal de Apelación admitió una apelación contra la decisión de 2023 del Tribunal de Protección. Los tres jueces dictaminaron que la decisión era "incorrecta y contraria a la autoridad del Tribunal de Apelaciones".